# Erioptera halterata
Erioptera halterata är en tvåvingeart som beskrevs av Enrico Adelelmo Brunetti 1912. Erioptera halterata ingår i släktet Erioptera och familjen småharkrankar. Inga underarter finns listade i Catalogue of Life.